# Peloribates iowaensis
Peloribates iowaensis är en kvalsterart som beskrevs av Ewing 1917. Peloribates iowaensis ingår i släktet Peloribates och familjen Haplozetidae. Inga underarter finns listade i Catalogue of Life.